# Walter von Hueck
Walter von Hueck (né en 1931) est un archiviste et généalogiste allemand. Il est l'ancien directeur des Archives de la noblesse allemande de Marbourg et est à la retraite depuis 1996,

## Biographie
Il est issu de la famille westphalienne Hueck (de) dont les preuves remontent au début du XVIe siècle. Les autres ancêtres vivaient à Lübeck et dans les pays baltes. Plus tard, la famille fait partie de la noblesse par correspondance, la noblesse personnelle est obtenue en 1814, la noblesse héréditaire russe suit deux ans plus tard. Ses parents sont Alice baronne von Ungern-Sternberg et le fermier John von Hueck (1899-1981). Hueck a deux frères et sœurs plus jeunes, Ursula et Hermann, qui vivent en Finlande. Ses parents divorcent en 1947, le père vit pour la dernière fois en Rhénanie-du-Nord-Westphalie, la mère vit longtemps en Suède. L'agronome et généalogiste Carl von Hueck (de) est un ancêtre direct.
Walter von Hueck ase marie avec Silve-Maria Leonie von Bentivegni en 1961 à Wiesbaden. Elle est la fille de Hella von Köller-Hoff et du lieutenant-général Franz Eccard von Bentivegni (de). Silve-Maria et Walter von Hueck n'ont pas d'enfants. Silve-Maria von Hueck devient collaboratrice des archives de la noblesse allemande.
Depuis le milieu des années 1950, Walter von Hueck est un étudiant employé des Archives de la noblesse allemande qui, en collaboration avec le Comité allemand pour le droit de la noblesse, reprend la rédaction du Genealogisches Handbuch des Adels en tant que successeur de l'Almanach de Gotha, qui est abandonné en 1942. À cette époque, Hueck vit à Munich et au château de Schönstadt (de) près de Marbourg, siège des archives de la noblesse allemande. En tant que successeur de Hans Friedrich von Ehrenkrook, Hueck devient à partir de 1965/66 le principal administrateur de l'ouvrage généalogique standard publié de 1951 à 2015. Il occupe ce poste jusqu'à la mi-1996. Ses collègues comprennent Friedrich Wilhelm Euler et Klaus von Andrian-Werburg. Il est remplacé dans le rôle éditorial principal par Christoph Franke, qui à son tour participe également aux premiers volumes du nouveau Gothaisches Genealogisches Handbuch depuis 2015.
Walter von Hueck est membre honoraire de l'association Herold et membre de la Commission historique balte (de).

## Œuvres (sélection)
- Walter von Hueck (Mitarbeiter seit 1954/ Hauptsachbearbeiter seit 1966): Genealogisches Handbuch des Adels, Adelige Häuser; Freiherrlichen Häuser; Gräfliche Häuser; Fürstliche Häuser, C. A. Starke, Glücksburg Ostsee; Limburg a. d. Lahn.  (ISSN 0435-2408)
- Die im Staatsarchiv Marburg deponierten baltischen ritterschaftlichen Archivbestände, ein Repertorium im Auftrage des Verbandes der Angehörigen der baltischen Ritterschaften, 1958.
- Organisationen des deutschen Adels seit der Reichsgründung und das Deutsche Adelsarchiv, vor 1973.
- Die Herkunft der ritterschaftlichen Geschlechter in Wierland zu schwedischer Zeit, in: Material zu einer Gütergeschichte Estlands, Band 1, Verlag Harro von Hirschheydt, Wedemark 1972/ 1973.  (ISSN 0175-3770)
- 50 Jahre Deutsches Adelsarchiv. 1995[11],[12],[13].